# 成道寺 (熊本市)
成道寺（じょうどうじ）は、熊本県熊本市西区花園、柿原にある臨済宗南禅寺派の寺院である。

## 概略
臨済宗南禅寺派に属する寺で、肥後国、菊池正観寺のかん中元志（かんちゅうげんし）和尚、によって開かれた修禅道場である。肥後の菊池氏19代菊池持朝が応永33年（1426年）寺領を寄進した。創建の日が釈尊成道の日（12月8日）であったので成道寺という。成道寺には和尚の高さ33cmの室町期の木彫りも保存されている。自然山水の庭園は優れており、泉石の閑寂さで有名である。菊池氏の衰退とともに寺も荒廃したが、加藤清正が復興、寺領10石を寄進した。熊本藩の細川氏も10石を寄進、熊本藩家老沢村家の菩提寺となり、毎年米30石を寄進した。国民休暇村・小萩園の下にあたるここは、熊本市内より5度も気温が低く、夏は絶好の避暑地である。3000坪の境内には、夏はソーメン流し、マス釣りが楽しめ、秋は百余本モミジが見事である。夏目漱石は、「若葉しててのひらほどの山の寺」と詠んだ。

## 沢村大学の逆修碑
本堂の裏山は沢村家の墓所で、初代以下第十三代までの五輪塔が並んでいる。初代沢村大学吉重（澤村大学とも）（1560年 - 1650年）は、若狭の国に生まれ、同地の城で千石を与えられたが、その城が断絶し、丹後城主の細川忠興の家臣の家来になり、小牧・長久手の戦い、小田原征伐、文禄の役、関ヶ原の戦いで武功をたてて、豊前で碌三千石を得た。寛永9年肥後入国して五千石拝領。皆朱の槍を徳川家康から許された武士。細川光尚に務めた。豊前の耶馬渓羅漢寺の岩壁に作った逆修碑を成道寺に再建した。戦場で倒した相手の供養のため、敵人の法名を刻み、敬慕哀悼の意を表すとともに、自他ひとしく共に浄土の彼岸に至ろうと念じたものである。また彼は島原の乱で78歳であったが、若い将兵の先頭にたち士気を鼓舞した。

## 他の碑
ほかに近くの豪族、久布白対馬守の墓、豪潮律師の宝篋印塔、徳富蘇峰の詩碑、稲畑汀子句碑、地蔵坐像線刻板碑（享禄三年銘）などがある。

## 参考
同じ名前の寺院
- 静岡県焼津市にある曹洞宗の寺院 - 成道寺（静岡県焼津市）
- 愛知県名古屋市南区にある曹洞宗の寺院 - 成道寺（愛知県名古屋市）
- 福岡県福岡市中央区にある浄土宗の寺院 - 成道寺（福岡県福岡市）

## 交通アクセス
タクシー
JR鹿児島本線 上熊本駅から、タクシーを利用。
住所
〒860-0072：熊本市西区花園7丁目2476
参拝時間
9時 - 17時
駐車場
30台
駐車料金は無料。

## 文献
- 『熊本県大百科事典』熊本日日新聞社、1982年
- 高田泰史『平成肥後国誌』上 平成肥後国誌刊行会、1998年